# Assadissa
Ne doit pas être confondu avec Radio Mohammed VI du Saint Coran.
Assadissa (en arabe : السادسة, « La Sixième »), est la première chaîne marocaine consacrée aux affaires religieuses. Outre la diffusion quotidienne du Coran, le programme comporte aussi des journaux quotidien d'information des feuilletons religieux, des débats et des documentaires.
Les émissions de cette chaîne de caractère religieux coranique sont destinées à la promotion des valeurs de l'Islam selon le rite Malékite. Elle produit ses programmes religieux. 
Le roi Mohammed VI que Dieu l'assiste avait procédé le mercredi 1er novembre 2005, au lancement effectif de la chaîne Assadissa, avec un volume horaire de 5 heures de diffusion par jour. Le temps de diffusion quotidien passe en 2006 à 6 heures, à 10 heures en 2008 puis à 12 heures en 2010, pour atteindre 14 heures en 2014 et finalement passer à une diffusion en 24/24h en 2022.

## Programmes
Chaque matin à 7h, une diffusion de l'hymne national suivie d'une lecture coranique a lieu. 
Chemins Croisés : Émission en langue française
Comme pour chaque chaine TV et Radio de la SNRT, la retransmission de la prière du vendredi y est diffusé depuis une mosquée du Royaume, généralement depuis Rabat.